# Mike Duffy
Pour les articles homonymes, voir Duffy.
Mike Duffy, né le 27 mai 1946 à Charlottetown, est un homme politique, un journaliste et un animateur de télévision canadien. Il est un sénateur conservateur représentant l'Île-du-Prince-Édouard de 2009 à 2021. Il est l'animateur de l'émission Mike Duffy Live et le correspondant à Ottawa de CTV NewsNet avant d'être nommé au Sénat canadien.

## Biographie

### Carrière médiatique
Originaire de l'Île-du-Prince-Édouard, Michael commence sa carrière à la radio dans les années 1960. Il rejoint le CFCF en 1969 où il devient responsable de l'ordre des bulletins de nouvelles et des affectations du personnel.
En 1971, il devient journaliste politique pour la radio CFRA à Ottawa. Duffy devient membre du bureau parlementaire de CBC en 1974 et travaille pour l'émission The National à partir de 1977. 
En 1988, il rejoint le Baton Broadcasting en tant que premier animateur de Sunday Edition. Lorsque cette série télévisée cessa de diffuser en 1999, Duffy prend son poste actuel à CTV NewsNet. 
Il est remarqué du public pour son style décapant, ayant réalisé plusieurs entrevues avec les têtes dirigeantes du pays. Il a rapporté la mort de Lucien Bouchard le 8 septembre 2005 alors que celui-ci était toujours vivant.
Duffy maintient une ligne assez dure à l'endroit des souverainistes québécois, n'invitant jamais de députés du Bloc québécois sur son plateau. À plusieurs reprises, il soutient que les syndicats québécois forcent les professeurs à dépeindre Jean Chrétien et Pierre Trudeau comme des « vendus ». (La dernière allégation de ce genre a été faite lors d'une entrevue avec Marc Garneau, le 19 octobre 2007.) Par ailleurs, Duffy affiche un ruban « Appuyons nos soldats » sur le pare-chocs de son véhicule utilitaire sportif et décrit les soldats tués en Afghanistan comme des héros. Lors de la campagne électorale de 2006, il a « une prise de bec » avec le stratège libéral John Duffy (aucun lien familial) au sujet d'une publicité disant que Stephen Harper s'apprêtait à envoyer des soldats dans les rues du pays.

### Sénateur
Il est nommé au Sénat par Stephen Harper le 22 décembre 2008, officiellement pour représenter l'Île-du-Prince-Édouard, en récompense des services rendus au parti conservateur lorsqu'il était journaliste. Il fait partie d'une cohorte de 18 nominations conservatrices, dont Patrick Brazeau et Pamela Wallin. À peine nommé, il se met au service du parti conservateur, multipliant les apparitions à des rassemblements de levée de fonds. Il prête main-forte aux campagnes de Scott Armstrong en 2009 et de Julian Fantino en 2010. En 2011, il fait campagne pour 11 candidats conservateurs en Ontario, au Nouveau-Brunswick, en Nouvelle-Écosse et dans les Territoires du Nord-Ouest. Il fait aussi campagne très activement pour Stephen Harper en avril 2011, l'accompagnant dans divers voyages. Il est décrit comme un « efficace collecteur de fonds et un chien d'attaque du parti » dans un éditorial du Globe and Mail. 
En novembre 2012, il appuie un projet d'union des Provinces maritimes.https://www.ledevoir.com/politique/canada/413796/scandale-au-senat-la-grc-depose-31-chefs-d-accusation-contre-le-senateur-mike-duffy

#### Chronologie d'un scandale
La chronologie des faits relatifs à un remboursement non justifié de 90 172 $ se révèle d'une importance cruciale dans la genèse d'un scandale, qui, au départ, aurait pu n'être qu'une simple tentative de fraude d'un individu peu scrupuleux.
Le 4 décembre 2012, il apparaît qu'il y a des irrégularités dans ses rapports de dépenses au Sénat et qu'il s'est fait rembourser 33 413 $ pour des frais de fausse résidence secondaire.
Le 22 février 2013, Mike Duffy annonce dans une entrevue télévisée qu'il va rembourser une somme de 90 000 $ à laquelle il n'avait pas droit,.
Le 9 mai, on apprend que son dossier n'avait pas été remis à l'audit en raison de ce remboursement et que Duffy avait été avisé par le comité du sénat. Selon les observateurs, Duffy a été protégé par le comité du sénat majoritairement conservateur, du fait qu'il était « un politicien bien connu et ancien journaliste à la télévision, [et qu'il était] aussi l'un des conservateurs les plus productifs en matière de financement.
Le 10 mai, en réponse aux questions sur le traitement de faveur accordé à Duffy, Stephen Harper louange ce dernier « pour avoir fait preuve de «leadership» dans le scandale des dépenses du Sénat». Ce point de vue est largement repris par les conservateurs.
Le 12 mai, la GRC annonce l'ouverture d'une enquête sur les rapports de dépenses des sénateurs Harb, Brazeau et Duffy.
Le 13 mai, l'audit révèle que Duffy a facturé le Sénat pour des dépenses de voyage liées à sa participation à la campagne de Stephen Harper en 2011.
Le 14 mai, à la suite d'une information confidentielle, la station CTV révèle que Mike Duffy a pu rembourser le Sénat grâce à un chèque cadeau de 90 172 $ que lui a fait le chef de cabinet de Stephen Harper, Nigel Wright. Le scandale atteint ainsi directement le bureau du Premier ministre, Stephen Harper. Dès l'annonce de la nouvelle, les conservateurs tentent de présenter la chose comme « un acte de compassion».
Le 16 mai, l'attaché de presse de Stephen Harper annonce que Nigel Wright a toujours la pleine confiance du Premier ministre. Wright démissionnera toutefois le 19 mai, démission que Stephen Harper dit avoir accepté avec regret.
Le 17 mai, devant les réactions outragées du public, Mike Duffy quitte le caucus conservateur et doit siéger comme indépendant au Sénat.
Le 23 mai, en réponse à des journalistes, Stephen Harper déclare à propos de cette affaire qu'il est « désolé, frustré et extrêmement en colère » («  I’m Sorry, I’m Frustrated, I’m Extremely Angry ») et que son chef de cabinet est seul responsable de ce cadeau,
Au cours de la séance parlementaire du 28 mai, Thomas Mulcair et Justin Trudeau cherchent à savoir du Premier ministre à quel moment ce dernier a été avisé du cadeau fait à Mike Duffy par son chef de cabinet. Ils soulignent aussi les problèmes d'éthique liés à l'obstruction d'un audit. Stephen Harper prétend n'avoir été mis au courant de ce chèque que le 15 mai, soit après sa divulgation dans les médias.
En octobre 2013, un agent de la GRC révèle que, au cours des quatre années précédentes, Duffy avait en outre facturé au Sénat un montant totalisant près de 65 000 $ en contrats douteux accordés à un de ses amis. L'enquêteur étudie aussi les centaines de pages de courriel échangés avec Nigel Wright. Ce dernier avait en sa possession les agendas de Duffy pour les quatre années précédentes, mais avait tardé à les remettre à la GRC. Le cabinet du Premier ministre réitère n'avoir pas été tenu au courant de toutes ces transactions.
Le 22 octobre 2013, Mike Duffy affirme devant le Sénat avoir eu une rencontre le 13 février avec Stephen Harper et Nigel Wright au sujet de ses dépenses de logement et que le Premier ministre lui aurait alors dit de rembourser le montant en question sous peine d'expulsion du caucus. Le lendemain, en Chambre, Harper nie catégoriquement avoir participé à cette rencontre.
Le 28 octobre, Mike Duffy révèle au Sénat qu'en plus d'émettre un chèque de 90 172 $ pour rembourser ses dépenses de logement, le Bureau du premier ministre lui avait aussi remis un chèque de 13 560 $ pour régler ses dépenses d'avocat, tout cela afin d'étouffer une affaire qui, tout en étant parfaitement légale selon lui, était cependant difficile à justifier politiquement. Le Bureau lui aurait aussi demandé de mentir au public en cachant la source de l'argent. Ce même jour, Harper déclare qu'il a congédié son ancien chef de cabinet Nigel Wright, alors qu'il affirmait jusque-là que ce dernier avait démissionné.  Le 29 octobre, il reconnaît que le Parti Conservateur a effectivement remboursé les frais de justice de Duffy et accuse Wright de « duperie ». 
Le 5 novembre 2013, le Sénat suspend Duffy sans traitement, ainsi que les sénateurs Patrick Brazeau et Pamela Wallin.
En juillet 2014, Duffy est formellement accusé de fraude, abus de confiance et corruption. Le procès connaît une première session publique entre le 10 et le 25 août 2015, avec les importants témoignages de Nigel Wright et Benjamin Perrin. L'avocat de la défense est Donald Bayne, qui tente de démontrer que son client a été victime du bureau du premier ministre, Stephen Harper.
Le 21 avril 2016, Mike Duffy est acquitté de tous les chefs d'accusation qui pesaient contre lui. Le juge Vaillancourt critique le gouvernement de Stephen Harper pour la conduite de toute cette affaire et qualifie « le stratagème de remboursement organisé par le bureau du premier ministre de choquant. »

#### Retraite
Il prend sa retraite du Sénat à son 75e anniversaire le 27 mai 2021 en raison des règles de retraite obligatoires.

## Honneurs
- Prix ACTRA de 1986 : reportage sur les attentats à l'ambassade turque
- Mérites de l'Université de l'Île du Prince-Édouard et de l'Université Niagara
- Mention honorable de la Washington Journalist Review